# پاولس
پاولس (به اسپانیایی: Paüls) یک شهرستان در اسپانیا است که در استان تاراگونا واقع شده‌است.

## خصوصیات
پاولس ۴۳٫۸۴ کیلومترمربع مساحت و ۶۱۳ نفر جمعیت دارد و ۳۷۸ متر بالاتر از سطح دریا واقع شده‌است.